# Svobodná demokratická strana: Liberálové
Svobodná demokratická strana: Liberálové (německy: FDP.Die Liberalen, francouzsky: PLR.Les Libéraux-Radicaux, italsky: PLR.I Liberali a rétorománsky: PLD.Ils Liberals) je švýcarská klasická liberální strana.
Je největší ve federální radě, třetí největší v národní radě a druhou v radě státní.
Vznikla 1. ledna 2009 sloučením FDP (Svobodná demokratická strana) a strany Liberálové. V kantonech Vaud a Valais dosud působí obě strany rozděleně.
Mládežnická strana se nazývá Mladí liberálové.
V roce 2010 měla o 30% víc členů, než druhá v pořadí CVP.
Předsedou je Philipp Müller. Zástupci ve federální radě jsou Didier Burkhalter a Johann Schneider-Ammann.